# Вороги (фільм, 1938)
«Вороги́» (рос. «Враги») — радянський художній фільм 1938 року, знятий режисером Олександром Івановським на кіностудії «Ленфільм».

## Сюжет
За мотивами однойменної п'єси М. Горького. Переддень 1905 року. Неспокійно стало на фабриці Скроботова і Бардіна. У відповідь на справедливу вимогу робітників звільнити жорстокого і грубого майстра, господарі закривають фабрику і викликають війська. Постріл одного з робітників, який не зумів стримати порив ненависті до господарів, обриває життя Скроботова. На фабрику прибувають жандарми. Їм вдається розкрити діяльність на фабриці соціал-демократичної організації. Заарештовані робітники протиставляють істеричній жорстокості жандармів спокійну, впевнену мужність.

## У ролях
- Валентин Кисельов — Захар Бардін
- Тамара Глєбова — Поліна Бардіна
- Борис Пославський — Яків Бардін
- Софія Магарілл — Тетяна Лугова
- Яніна Жеймо — Надя
- Борис Жуковський — Михайло Скроботов
- Ірина Зарубіна — Клеопатра
- Зоя Федорова — Дуня
- Олена Єгорова — Даша
- Борис Тамарін — Микола Скроботов
- Володимир Гардін — Печенєгов
- Володимир Кабатченко — Синцов
- Костянтин Адашевський — Пологий
- Михайло Вольський — Греков
- Володимир Таскін — Бобоєдов
- Михайло Массін — Конь
- Петро Кузнецов — Квач
- Володимир Гущин — Рябцов
- Федір Богданов — Лєвшин
- Олександр Чекаєвський — Акімов
- Валерій Соловцов — п'яний робітник
- Олексій Матов — п'яний робітник
- Петро Андрієвський — Д'ячков, майстер
- Іван Сизов — робітник
- Володимир Сладкопєвцев — телеграфський службовець
- Анатолій Алексєєв — робітник
- Урсула Круг — баба
- Микола Кондратьєв — робітник

## Знімальна група
- Режисер — Олександр Івановський
- Сценарист — Олександр Івановський
- Оператор — Соломон Бєлінкій
- Композитор — Юрій Кочуров
- Художники — Семен Мейнкін, Дмитро Рудой